# Çekmeköy
Çekmeköy 2009 óta Isztambul (tartomány) körzete, előtte Ümraniyéhez tartozott. A legkorábbi feljegyzések szerint Çekmeköy már Konstantinápoly bevételekor is létezett, akkor még kis falu volt. A terület erdőségekben gazdag volt, így sok oszmán kori vadászház található itt. Az anatóliai oldalon fekvő Çekmeköyből a şilei autópályán át a Győzedelmes Mehmed szultán hídon keresztül lehet az európai oldalra közvetlenül eljutni.